# Kolonne (Militär)

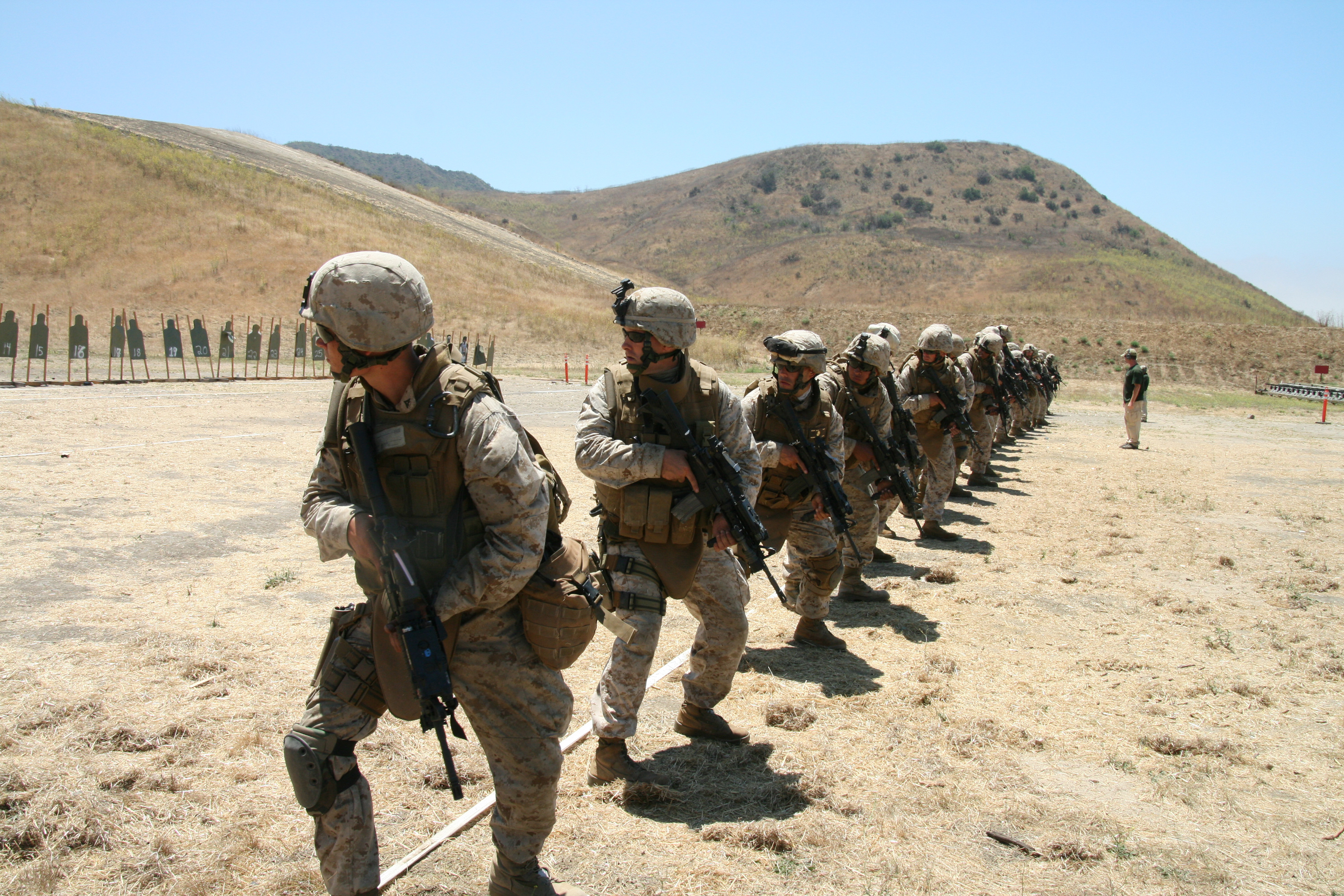
US-Marines in einer Kolonne bei der militärischen Übung „Schwenken und Schießen“ (Marine Corps Base Camp Pendleton, Kalifornien 2006)

Die Kolonne (von französisch colonne, von lateinisch columna „Säule“) im militärischen Sinn ist eine Formation des Heeres, die mehr Tiefe als Breite hat. Sie wurde und wird gewöhnlich für Märsche eingenommen, weil es dabei weniger darauf ankommt, viele Waffen gleichzeitig in der Kriegsfront einsetzen zu können, als vielmehr darauf, möglichst schnell Räume zu durchschreiten oder Wegstrecken zurückzulegen. Wegen dieses einfachen Zusammenhangs bildeten die Heere schon in ältester Zeit Kolonnen für einen Marsch, auch Marschsäule genannt. Der Übergang von der Kolonne zur Gefechtsaufstellung, die gewöhnlich mehr Breite als Tiefe hat, wird als Aufmarsch bezeichnet. Wird aus einer Gefechtsaufstellung heraus die Kolonne gebildet, ist das ein Abmarsch. Je nachdem, ob ein zum Gefecht rangierter Verband die Schlachtordnung nach rechts oder links verlässt, wird die so gebildete Kolonne als rechts oder links abmarschiert bezeichnet, weil jeweils verschiedene Einheiten oder Soldaten an der so gebildeten Spitze der Kolonne stehen.
Erst Ende des 18. Jahrhunderts wurde begonnen, sich auch ernsthaft mit den Möglichkeiten einer Verwendung von Kolonnen im Gefecht auseinanderzusetzen. Wegbereiter dieser Überlegungen war Jean-Charles de Folard (1669–1752). Das Ergebnis war die Kolonnentaktik, die ab den Revolutionskriegen die bis dahin übliche Lineartaktik ablöste.
In der „Alten Armee“, der Reichswehr und in der Wehrmacht hießen die Train- und Nachschub-Einheiten ebenfalls Kolonne.